# Amelia County
Amelia County je okres amerického státu Virginie založený v roce 1735. Správním střediskem je Amelia. Okres je pojmenovaný podle Amélie Žofie, druhé dcery panovníka Jiřího II.